# Surspeicher
Der Surspeicher (Surtalsperre) an der Sur in Bayern liegt an der nördlichen Grenze des Gemeindegebiets Teisendorf (Berchtesgadener Land) in der Nähe von Schönram (Gemeinde Petting/Landkreis Traunstein). Er dient dem Hochwasserschutz und der Stromerzeugung und gehört dem Freistaat Bayern. Er wird vom Wasserwirtschaftsamt Traunstein, die Wasserkraftanlage von den Landeskraftwerken Bayern GmbH betrieben.

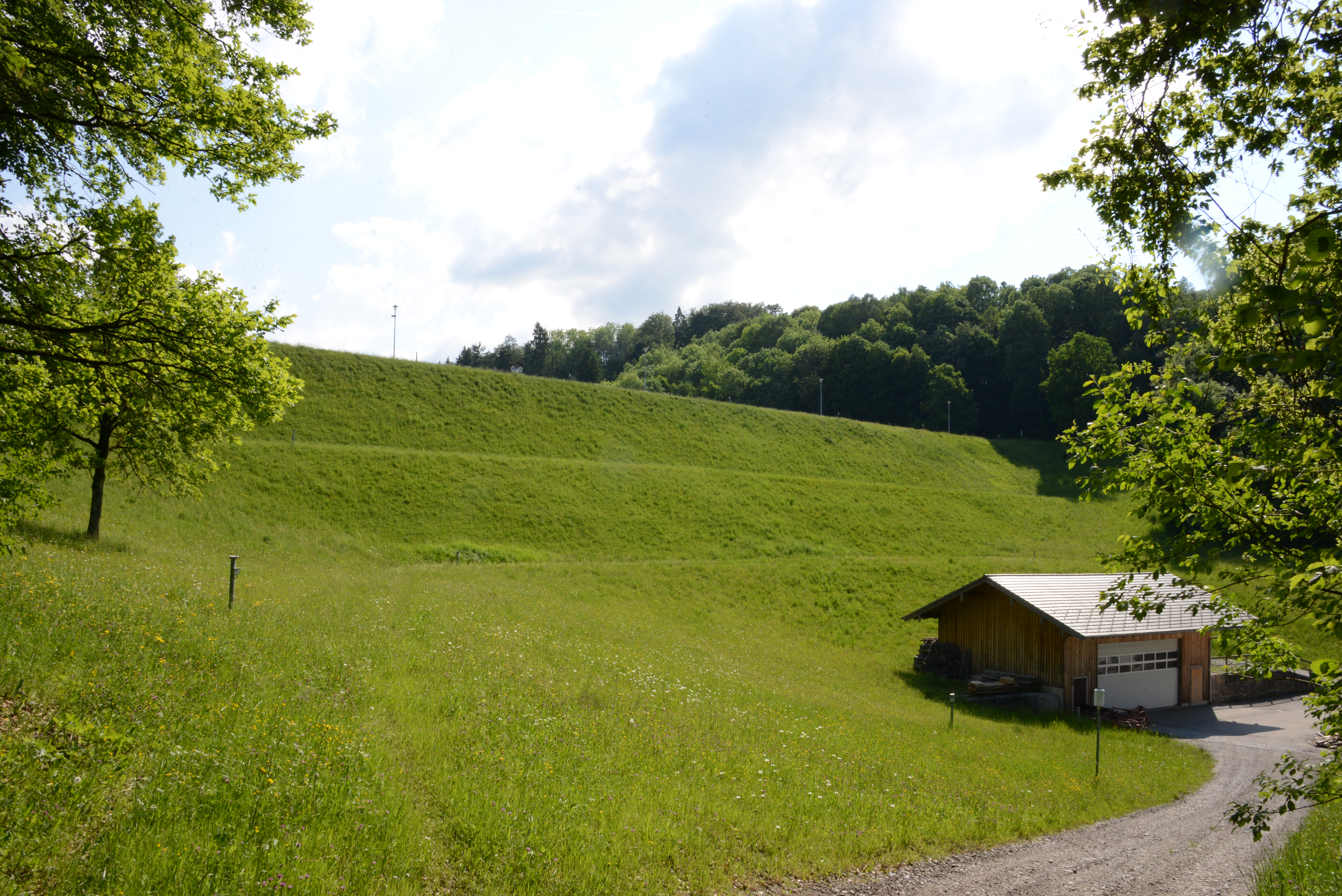
Luftseite des Staudammes

Die Talsperre hat einen Erd-Staudamm mit einer Lehmdichtung und Filterzonen im Innern, wurde von 1965 bis 1968 gebaut und noch 1968 in Betrieb genommen. 1998 wurde die Anlage saniert.
Das Wasserkraftwerk hat eine Leistung von 250 Kilowatt bei einer maximalen Fallhöhe von 18 m und einem Ausbaudurchfluss von 1,9 m³/s. Es kommen zwei gekoppelte Francisturbinen zum Einsatz. Das Regelarbeitsvermögen beträgt 0,9 Mio. kWh jährlich.
Der Stausee ist schmal und langgestreckt und im Normalfall (Dauerstau) mit 7 ha eher klein. Erst bei Hochwasser wird er höher eingestaut. Wenn der Wasserpegel von 464 m ü. NN auf 478,25 m ü. NN steigt, können zusätzliche 5,46 Mio. m³ Wasser aufgenommen werden, die Wasseroberfläche wächst dann auf 67,2 ha. Am 2. Juni 2013 wurde während des Hochwassers 2013 zum ersten Mal seit der Errichtung der Talsperre der Vollstau bis zum Stauziel erreicht.